# 鲜果联播
鲜果联播为2007年成立的北京智信环宇信息技术有限公司开发的一款阅读客户端，目前支持iOS、Android、Windows8、Windows Phone平台。鲜果联播可订阅报纸、RSS以及绑定账号的微博、QQ空间等内容，并可通过搜索功能，无需知道订阅源的地址就可订阅部分内容。
用户可对文章发表评论，将文章分享、转发到鲜果社区、新浪微博、腾讯微博、鲜果社区、Instapaper、Evernote、Pocket、人人网等社区。
鲜果联播支持离线阅读和夜间模式等功能，登陆后并可多终端同步。

## 同类软件
- Flipboard
- Zaker